# Grand Prix Hiszpanii 2019
Grand Prix Hiszpanii 2019 (oficjalnie Formula 1 Emirates Gran Premio de España 2019) – piąta runda eliminacji Mistrzostw Świata Formuły 1 w sezonie 2019. Grand Prix odbyło się w dniach 10–12 maja 2019 roku na torze Circuit de Barcelona-Catalunya w Montmeló.

## Lista startowa
| Nr | Kierowca           | Zespół                           | Samochód                      | Silnik           | Opony |
| -- | ------------------ | -------------------------------- | ----------------------------- | ---------------- | ----- |
| 3  | Daniel Ricciardo   | Renault F1 Team                  | Renault R.S.19                | Renault 1.6T V6  | P     |
| 4  | Lando Norris       | McLaren F1 Team                  | McLaren MCL34                 | Renault 1.6T V6  | P     |
| 5  | Sebastian Vettel   | Scuderia Ferrari Mission Winnow  | Ferrari SF90                  | Ferrari 1.6T V6  | P     |
| 7  | Kimi Räikkönen     | Alfa Romeo Racing                | Alfa Romeo C38                | Ferrari 1.6T V6  | P     |
| 8  | Romain Grosjean    | Rich Energy Haas F1 Team         | Haas VF-19                    | Ferrari 1.6T V6  | P     |
| 10 | Pierre Gasly       | Aston Martin Red Bull Racing     | Red Bull RB15                 | Honda 1.6T V6    | P     |
| 11 | Sergio Pérez       | SportPesa Racing Point F1 Team   | Racing Point RP19             | Mercedes 1.6T V6 | P     |
| 16 | Charles Leclerc    | Scuderia Ferrari Mission Winnow  | Ferrari SF90                  | Ferrari 1.6T V6  | P     |
| 18 | Lance Stroll       | SportPesa Racing Point F1 Team   | Racing Point RP19             | Mercedes 1.6T V6 | P     |
| 20 | Kevin Magnussen    | Rich Energy Haas F1 Team         | Haas VF-19                    | Ferrari 1.6T V6  | P     |
| 23 | Alexander Albon    | Red Bull Toro Rosso Honda        | Toro Rosso STR14              | Honda 1.6T V6    | P     |
| 26 | Daniił Kwiat       | Red Bull Toro Rosso Honda        | Toro Rosso STR14              | Honda 1.6T V6    | P     |
| 27 | Nico Hülkenberg    | Renault F1 Team                  | Renault R.S.19                | Renault 1.6T V6  | P     |
| 33 | Max Verstappen     | Aston Martin Red Bull Racing     | Red Bull RB15                 | Honda 1.6T V6    | P     |
| 44 | Lewis Hamilton     | Mercedes-AMG Petronas Motorsport | Mercedes AMG F1 W10 EQ Power+ | Mercedes 1.6T V6 | P     |
| 55 | Carlos Sainz Jr.   | McLaren F1 Team                  | McLaren MCL34                 | Renault 1.6T V6  | P     |
| 63 | George Russell     | ROKiT Williams Racing            | Williams FW42                 | Mercedes 1.6T V6 | P     |
| 77 | Valtteri Bottas    | Mercedes-AMG Petronas Motorsport | Mercedes AMG F1 W10 EQ Power+ | Mercedes 1.6T V6 | P     |
| 88 | Robert Kubica      | ROKiT Williams Racing            | Williams FW42                 | Mercedes 1.6T V6 | P     |
| 99 | Antonio Giovinazzi | Alfa Romeo Racing                | Alfa Romeo C38                | Ferrari 1.6T V6  | P     |
| Nr | Kierowca           | Zespół                           | Samochód                      | Silnik           | Opony |

## Wyniki

### Sesje treningowe
| Sesja | Nr | Kierowca        | Konstruktor | Czas     | Okr. |
| ----- | -- | --------------- | ----------- | -------- | ---- |
| 1     | 77 | Valtteri Bottas | Mercedes    | 1:17,951 | 19   |
| 2     | 77 | Valtteri Bottas | Mercedes    | 1:17,284 | 35   |
| 3     | 44 | Lewis Hamilton  | Mercedes    | 1:16,568 | 14   |

### Kwalifikacje
Źródło: formula1.com
| P                    | Nr | Kierowca           | Konstruktor  | Czasy w kwalifikacjach | Czasy w kwalifikacjach | Czasy w kwalifikacjach | Poz. s. |
| P                    | Nr | Kierowca           | Konstruktor  | Q1                     | Q2                     | Q3                     | Poz. s. |
| -------------------- | -- | ------------------ | ------------ | ---------------------- | ---------------------- | ---------------------- | ------- |
| 1                    | 77 | Valtteri Bottas    | Mercedes     | 1:16,979               | 1:15,924               | 1:15,406               | 1       |
| 2                    | 44 | Lewis Hamilton     | Mercedes     | 1:17,292               | 1:16,038               | 1:16,040               | 2       |
| 3                    | 5  | Sebastian Vettel   | Ferrari      | 1:17,425               | 1:16,667               | 1:16,272               | 3       |
| 4                    | 33 | Max Verstappen     | Red Bull     | 1:17,244               | 1:16,726               | 1:16,357               | 4       |
| 5                    | 16 | Charles Leclerc    | Ferrari      | 1:17,388               | 1:16,714               | 1:16,588               | 5       |
| 6                    | 10 | Pierre Gasly       | Red Bull     | 1:17,862               | 1:16,932               | 1:16,708               | 6       |
| 7                    | 8  | Romain Grosjean    | Haas         | 1:18,042               | 1:17,066               | 1:16,911               | 7       |
| 8                    | 20 | Kevin Magnussen    | Haas         | 1:17,669               | 1:17,272               | 1:16,922               | 8       |
| 9                    | 26 | Daniił Kwiat       | Toro Rosso   | 1:17,914               | 1:17,243               | 1:17,573               | 9       |
| 10                   | 3  | Daniel Ricciardo   | Renault      | 1:18,385               | 1:17,299               | 1:18,106               | 131     |
| 11                   | 4  | Lando Norris       | McLaren      | 1:17,611               | 1:17,388               |                        | 10      |
| 12                   | 23 | Alexander Albon    | Toro Rosso   | 1:17,796               | 1:17,445               |                        | 11      |
| 13                   | 55 | Carlos Sainz Jr.   | McLaren      | 1:17,760               | 1:17,599               |                        | 12      |
| 14                   | 7  | Kimi Räikkönen     | Alfa Romeo   | 1:18,132               | 1:17,788               |                        | 14      |
| 15                   | 11 | Sergio Pérez       | Racing Point | 1:18,266               | 1:17,886               |                        | 15      |
| 16                   | 27 | Nico Hülkenberg    | Renault      | 1:18,404               |                        |                        | PL²     |
| 17                   | 18 | Lance Stroll       | Racing Point | 1:18,471               |                        |                        | 16      |
| 18                   | 99 | Antonio Giovinazzi | Alfa Romeo   | 1:18,664               |                        |                        | 18³     |
| 19                   | 63 | George Russell     | Williams     | 1:19,072               |                        |                        | 194     |
| 20                   | 88 | Robert Kubica      | Williams     | 1:20,254               |                        |                        | 17      |
| 107% czasu: 1:22,367 |    |                    |              |                        |                        |                        |         |

Uwagi
- 1 – Daniel Ricciardo został cofnięty o 3 pozycje za spowodowanie kolizji z Daniiłem Kwiatem w Grand Prix Azerbejdżanu
- ² – Nico Hülkenberg wystartował z pit lane z powodu naruszenia zasad parku zamkniętego
- ³ – Antonio Giovinazzi został cofnięty o 5 pozycji za wymianę nieprzepisowej skrzyni biegów
- 4 – George Russell został cofnięty o 5 pozycji za wymianę nieprzepisowej skrzyni biegów

### Wyścig
Źródło: formula1.com
| P  | Nr | Kierowca           | Konstruktor  | Okr. | Czas         | Start | Punkty |
| -- | -- | ------------------ | ------------ | ---- | ------------ | ----- | ------ |
| 1  | 44 | Lewis Hamilton     | Mercedes     | 66   | 1:35:50,443  | 2     | 261    |
| 2  | 77 | Valtteri Bottas    | Mercedes     | 66   | +4,074       | 1     | 18     |
| 3  | 33 | Max Verstappen     | Red Bull     | 66   | +7,679       | 4     | 15     |
| 4  | 5  | Sebastian Vettel   | Ferrari      | 66   | +9,167       | 3     | 12     |
| 5  | 16 | Charles Leclerc    | Ferrari      | 66   | +13,361      | 5     | 10     |
| 6  | 10 | Pierre Gasly       | Red Bull     | 66   | +19,576      | 6     | 8      |
| 7  | 20 | Kevin Magnussen    | Haas         | 66   | +28,159      | 8     | 6      |
| 8  | 55 | Carlos Sainz Jr.   | McLaren      | 66   | +32,342      | 12    | 4      |
| 9  | 26 | Daniił Kwiat       | Toro Rosso   | 66   | +33,056      | 9     | 2      |
| 10 | 8  | Romain Grosjean    | Haas         | 66   | +34,641      | 7     | 1      |
| 11 | 23 | Alexander Albon    | Toro Rosso   | 66   | +35,445      | 12    |        |
| 12 | 3  | Daniel Ricciardo   | Renault      | 66   | +36,758      | 13    |        |
| 13 | 27 | Nico Hülkenberg    | Renault      | 66   | +39,241      | PL    |        |
| 14 | 7  | Kimi Räikkönen     | Alfa Romeo   | 66   | +41,803      | 14    |        |
| 15 | 11 | Sergio Pérez       | Racing Point | 66   | +46,887      | 15    |        |
| 16 | 99 | Antonio Giovinazzi | Alfa Romeo   | 66   | +47,691      | 18    |        |
| 17 | 63 | George Russell     | Williams     | 65   | +1 okrążenie | 19    |        |
| 18 | 88 | Robert Kubica      | Williams     | 65   | +1 okrążenie | 17    |        |
| NS | 18 | Lance Stroll       | Racing Point | 44   | NU           | 16    |        |
| NS | 4  | Lando Norris       | McLaren      | 44   | NU           | 10    |        |

Uwagi

- 1 – Jeden dodatkowy punkt jest przyznawany kierowcy, który ustanowił najszybsze okrążenie w wyścigu, pod warunkiem, że ukończył wyścig w pierwszej 10.

### Najszybsze okrążenie
| Nr | Kierowca       | Konstruktor | Czas     | Okr. |
| -- | -------------- | ----------- | -------- | ---- |
| 44 | Lewis Hamilton | Mercedes    | 1:18.492 | 54   |

## Klasyfikacja po wyścigu

### Kierowcy
| P  | +/− | Kierowca           | Starty | Punkty | P1 | P2 | P3 | PP | NO | NS |
| -- | --- | ------------------ | ------ | ------ | -- | -- | -- | -- | -- | -- |
| 1  | +1  | Lewis Hamilton     | 5      | 112    | 3  | 2  | –  | 1  | 1  | –  |
| 2  | −1  | Valtteri Bottas    | 5      | 105    | 2  | 3  | –  | 3  | 1  | –  |
| 3  | +1  | Max Verstappen     | 5      | 66     | –  | –  | 2  | –  | –  | –  |
| 4  | −1  | Sebastian Vettel   | 5      | 64     | –  | –  | 2  | –  | –  | –  |
| 5  | 0   | Charles Leclerc    | 5      | 57     | –  | –  | 1  | 1  | 2  | –  |
| 6  | +1  | Pierre Gasly       | 5      | 21     | –  | –  | –  | –  | 1  | 1  |
| 7  | +3  | Kevin Magnussen    | 5      | 14     | –  | –  | –  | –  | –  | –  |
| 8  | −2  | Sergio Pérez       | 5      | 13     | –  | –  | –  | –  | –  | –  |
| 9  | −1  | Kimi Räikkönen     | 5      | 13     | –  | –  | –  | –  | –  | –  |
| 10 | −1  | Lando Norris       | 5      | 12     | –  | –  | –  | –  | –  | 1  |
| 11 | 0   | Carlos Sainz Jr.   | 5      | 10     | –  | –  | –  | –  | –  | 1  |
| 12 | 0   | Daniel Ricciardo   | 5      | 6      | –  | –  | –  | –  | –  | 2  |
| 13 | 0   | Nico Hülkenberg    | 5      | 6      | –  | –  | –  | –  | –  | 1  |
| 14 | 0   | Lance Stroll       | 5      | 4      | –  | –  | –  | –  | –  | 1  |
| 15 | 0   | Alexander Albon    | 5      | 3      | –  | –  | –  | –  | –  | –  |
| 16 | 0   | Daniił Kwiat       | 5      | 3      | –  | –  | –  | –  | –  | 2  |
| 17 | +1  | Romain Grosjean    | 5      | 1      | –  | –  | –  | –  | –  | 3  |
| 18 | −1  | Antonio Giovinazzi | 5      | 0      | –  | –  | –  | –  | –  | –  |
| 19 | 0   | George Russell     | 5      | 0      | –  | –  | –  | –  | –  | –  |
| 20 | 0   | Robert Kubica      | 5      | 0      | –  | –  | –  | –  | –  | –  |
| P  | +/− | Kierowca           | Starty | Punkty | P1 | P2 | P3 | PP | NO | NS |

### Konstruktorzy
| P  | +/− | Konstruktor               | Starty | Punkty | P1 | P2 | P3 | PP | NO | NS |
| -- | --- | ------------------------- | ------ | ------ | -- | -- | -- | -- | -- | -- |
| 1  | 0   | Mercedes                  | 10     | 217    | 5  | 5  | –  | 4  | 2  | –  |
| 2  | 0   | Ferrari                   | 10     | 121    | –  | –  | 3  | 1  | 2  | –  |
| 3  | 0   | Red Bull Racing-Honda     | 10     | 87     | –  | –  | 2  | –  | 1  | 1  |
| 4  | 0   | McLaren-Renault           | 10     | 22     | –  | –  | –  | –  | –  | 2  |
| 5  | 0   | Racing Point-BWT Mercedes | 10     | 17     | –  | –  | –  | –  | –  | 1  |
| 6  | +2  | Haas-Ferrari              | 10     | 15     | –  | –  | –  | –  | –  | 3  |
| 7  | −1  | Alfa Romeo Racing-Ferrari | 10     | 13     | –  | –  | –  | –  | –  | –  |
| 8  | −1  | Renault                   | 10     | 12     | –  | –  | –  | –  | –  | 3  |
| 9  | 0   | Scuderia Toro Rosso-Honda | 10     | 6      | –  | –  | –  | –  | –  | 2  |
| 10 | 0   | Williams-Mercedes         | 10     | 0      | –  | –  | –  | –  | –  | –  |
| P  | +/− | Konstruktor               | Starty | Punkty | P1 | P2 | P3 | PP | NO | NS |